# Коксовый газ

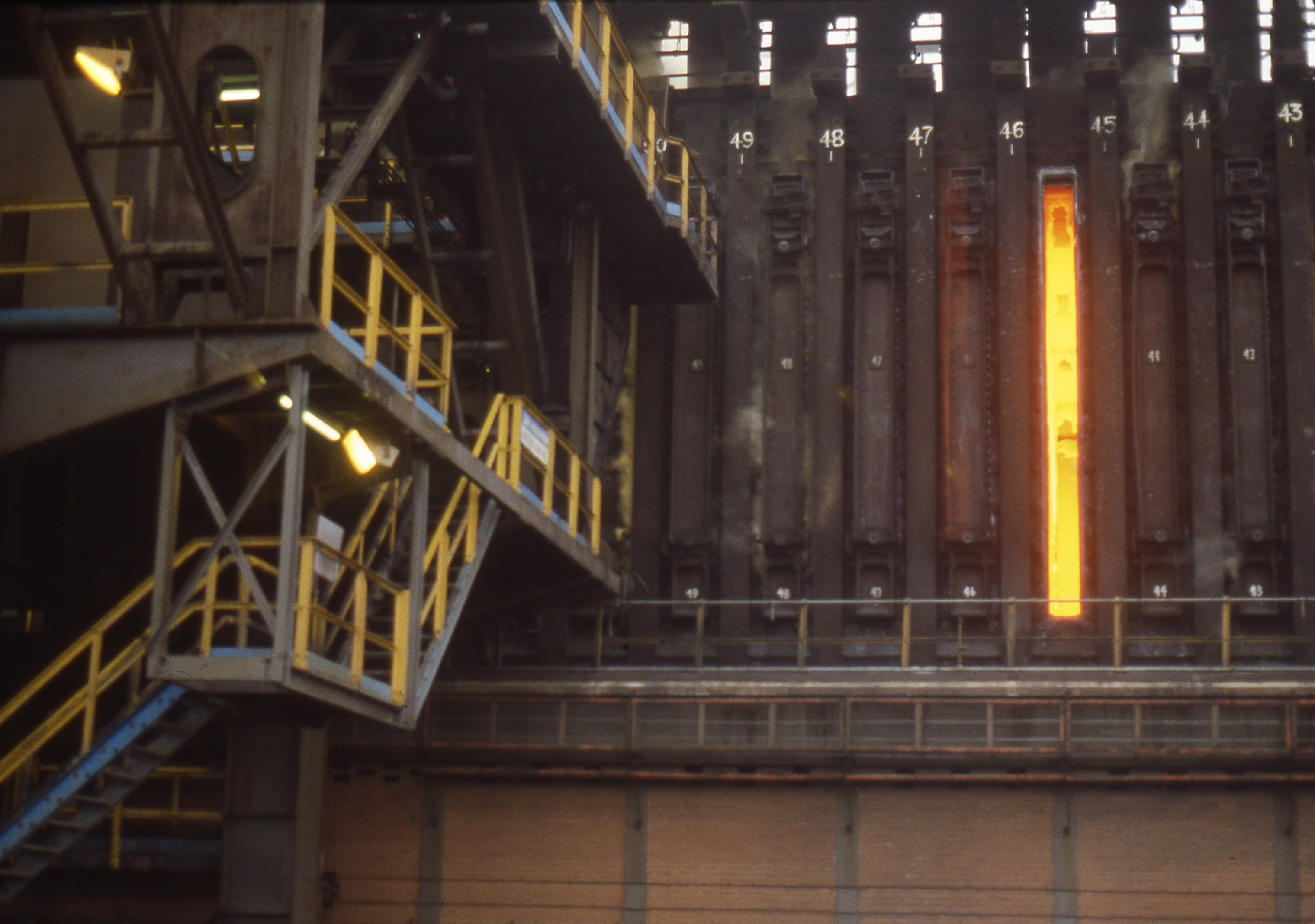
Коксовая печь — технологический агрегат, в котором осуществляется коксование каменного угля (на заводе бездымного топлива, Южный Уэльс)

Коксовый газ — горючий газ, образующийся в процессе коксования каменного угля, то есть при нагревании его без доступа воздуха до 900—1100 °С. Коксовый газ содержит много ценных веществ. Кроме водорода, метана, оксидов углерода в его состав входят пары каменноугольной смолы, бензол, аммиак, синильная кислота, сероводород и др. Парогазовая смесь выделяющихся летучих продуктов (до 25 % от общей массы перерабатываемого угля) отводится через газосборник для улавливания и переработки. Для разделения летучие продукты охлаждают впрыскиванием воды (от 70 °C до 80 °C) — при этом из паровой фазы выделяется большая часть смол, дальнейшее охлаждение парогазовой смеси проводят в кожухотрубчатых холодильниках (до 25-35 °C). Конденсаты объединяют и отстаиванием выделяют надсмольную воду (аммиачная вода) и каменноугольную смолу. Затем сырой коксовый газ последовательно очищают от аммиака и сероводорода, промывают поглотительным маслом (для улавливания сырого бензола и фенола), серной кислотой (для улавливания пиридиновых оснований), возможна очистка от сероводорода (орошение поглотительным содовым раствором).  Очищенный коксовый газ (14-15 % от общей массы перерабатываемого угля) используют в качестве топлива для обогрева батареи коксовых печей и для других целей.

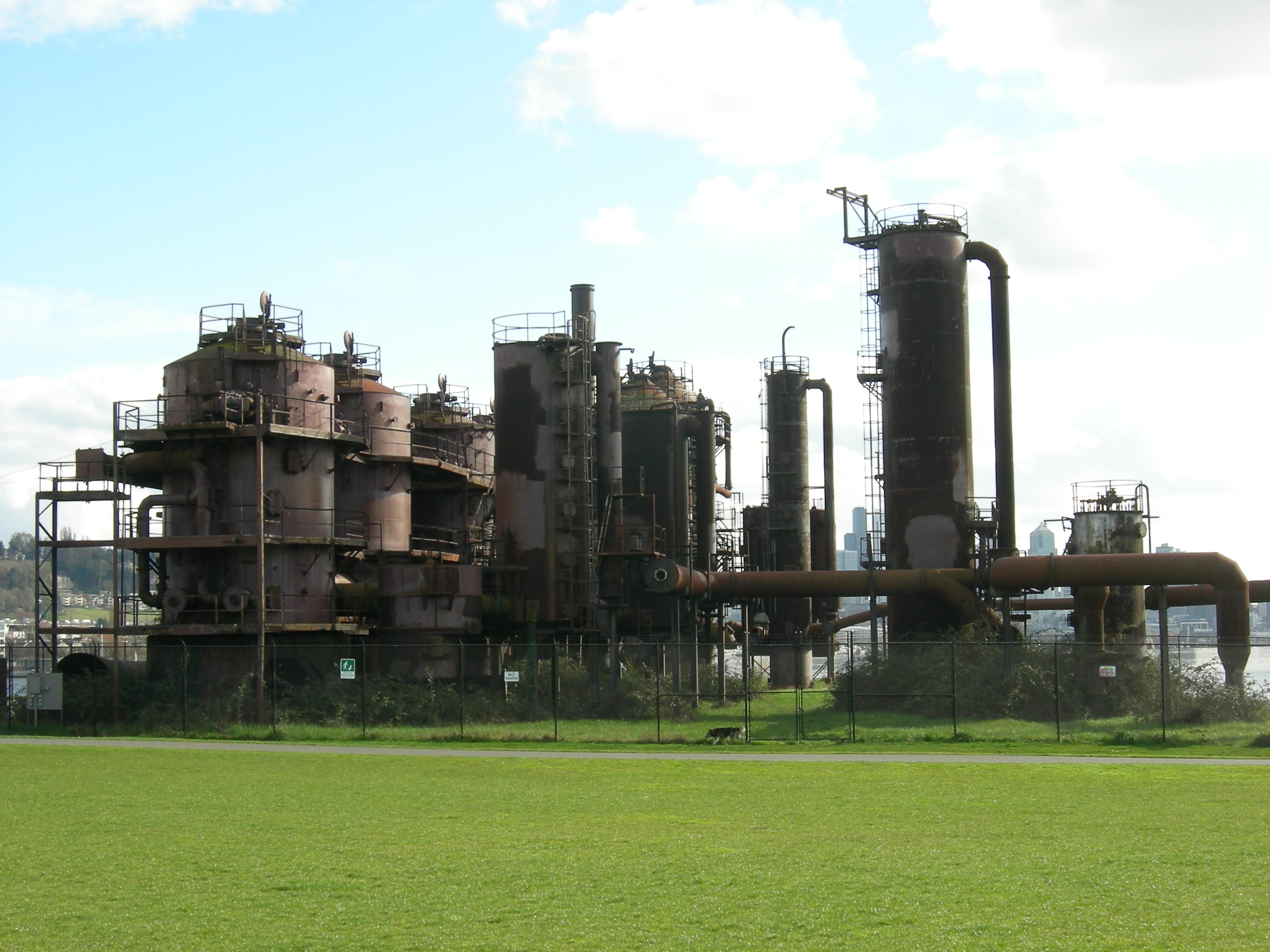

## Состав
Состав угольного газа может изменяться в зависимости от вида угля и температуры карбонизации.
Типичные показатели:
- водорода 51 %
- метана 34 %
- окиси углерода 10 %
- этилена 5 %

## История
Первоначально побочный продукт коксования, коксовый газ широко использовался в девятнадцатом и начале двадцатого века для освещения, приготовления пищи и обогрева. Развитие производства газа шло параллельно с промышленной революцией и урбанизацией, а производство побочных продуктов, каменноугольных смол и аммиака, были важным сырьем для химических красителей и химической промышленности. Все виды искусственных красителей были изготовлены из коксового газа и смолы.
Используется как топливо в промышленных печах, газовых двигателях, как сырье в химической промышленности.
Как побочный продукт при производстве кокса на заводе Profusa SA в Бильбао (Испания) образуется коксовый газ с высоким содержанием водорода. С августа 1995 года коксовый газ сжигается в 12 газовых двигателях GE Jenbacher, которые производят 7164 кВт электрической мощности. Выхлопной газ используется для производства пара на технологические нужды.

Двигатели были адаптированы для работы на 100% коксового газа, 100% природного газа или смеси коксового/природного газа (60/40).